# Нимингде
Ни́мингде (также Нимингдэ, Ньиимингдэ) — река в Якутии (Россия), правый приток Соболоох-Майана, принадлежит к бассейну реки Лены. Протекает по территории Жиганского района Якутии. Длина — 200 км (от истока Судяндалхана — 254 км), площадь водосборного бассейна составляет 3680 км².
Образуется слиянием рек Судяндалхан и Сакындя на западных склонах хребта Орулган (в системе Верхоянского хребта) на высоте более 327 метров над уровнем моря. Течёт преимущественно в западном и юго-западном направлении, в верховьях протекает по широкой межгорной долине с преобладанием лиственницы. В среднем течении, после выхода на равнину, река течёт по тундровой местности. Русло расширяется до 180 и даже до 303 м, при этом в нём встречаются многочисленные осерёдки и шиверы. В бассейне большое число некрупных озёр. Впадает в Соболоох-Майан слева в 48 км от его впадения в Лену, на высоте 50 м над уровнем моря. Ширина реки в нижнем течении — 70 м при глубине 0,8 м, скорость течения — 0,8 м/с.

## Основные притоки
Указаны поименованные притоки длиной 20 км и более.
| Название            | Расстояние от устья | Длина | Положение |
| ------------------- | ------------------- | ----- | --------- |
| Ырас-Юрях           | 94                  | 27    | левый     |
| Аччыгый-Нимингде    | 112                 | 24    | правый    |
| Кумах-Кюёль         | 115                 | 50    | левый     |
| Аччигый-Кумах-Кюёль | 116                 | 39    | левый     |
| Чинагир             | 148                 | 31    | правый    |
| Нёнгдёчон           | 150                 | 33    | левый     |
| Юенгя               | 182                 | 24    | левый     |
| Бургабыл            | 190                 | 21    | левый     |
| Судяндалхан         | 200                 | 54    | левый     |

## Данные водного реестра
По данным государственного водного реестра России относится к Ленскому бассейновому округу, речной бассейн — Лена, речной подбассейн — Лена ниже впадения Вилюя до устья, водохозяйственный участок — Лена от впадения реки Вилюй до водомерного поста ГМС Джарджан.
Код объекта в государственном водном реестре — 18030900112117500008030.